# Yuval Segal
Pour les articles homonymes, voir Segal.
Yuval Segal (hébreu : יובל סגל) né le 3 septembre 1971 à Yuval est un acteur de théâtre, de cinéma et de télévision israélien.

## Biographie
Il joue le rôle d'un tombeur macho dans Cadeau du ciel (Matana MiShamayim ) de Dover Kosashvili en (2003).
Dès 2015, il joue le rôle de Mickey Moreno, un commandant d'une unité d'élite Mista'arvim, dans la série télévisée Fauda. 
Il apparaît dans plusieurs pièces au Théâtre Beit Lessin à Tel Aviv notamment dans l'adaptation de la pièce française d'Alexandre de La Patellière et Matthieu Delaporte un dîner d'adieu.

## Filmographie
- Zman Avir en 1999
- Cadeau du ciel en 2003
- Lirkod en 2005
- Zero Motivation en 2014
- Indoors en 2016, film de Eitan Green